# Kasugai
Kasugai (春日井市, Kasugai-shi) est une ville située dans la préfecture d'Aichi, sur l'île de Honshū, au Japon.

## Géographie

### Situation
Kasugai est située dans le nord-ouest de la préfecture d'Aichi. La ville est bordée par le fleuve Shōnai au sud.

### Démographie
En 2019, la population de la ville de Kasugai était de 312 007 habitants répartis sur une superficie de 92,78 km2.

## Histoire
La ville de Kasugai a été fondée le 1er juin 1943.

## Culture locale et patrimoine

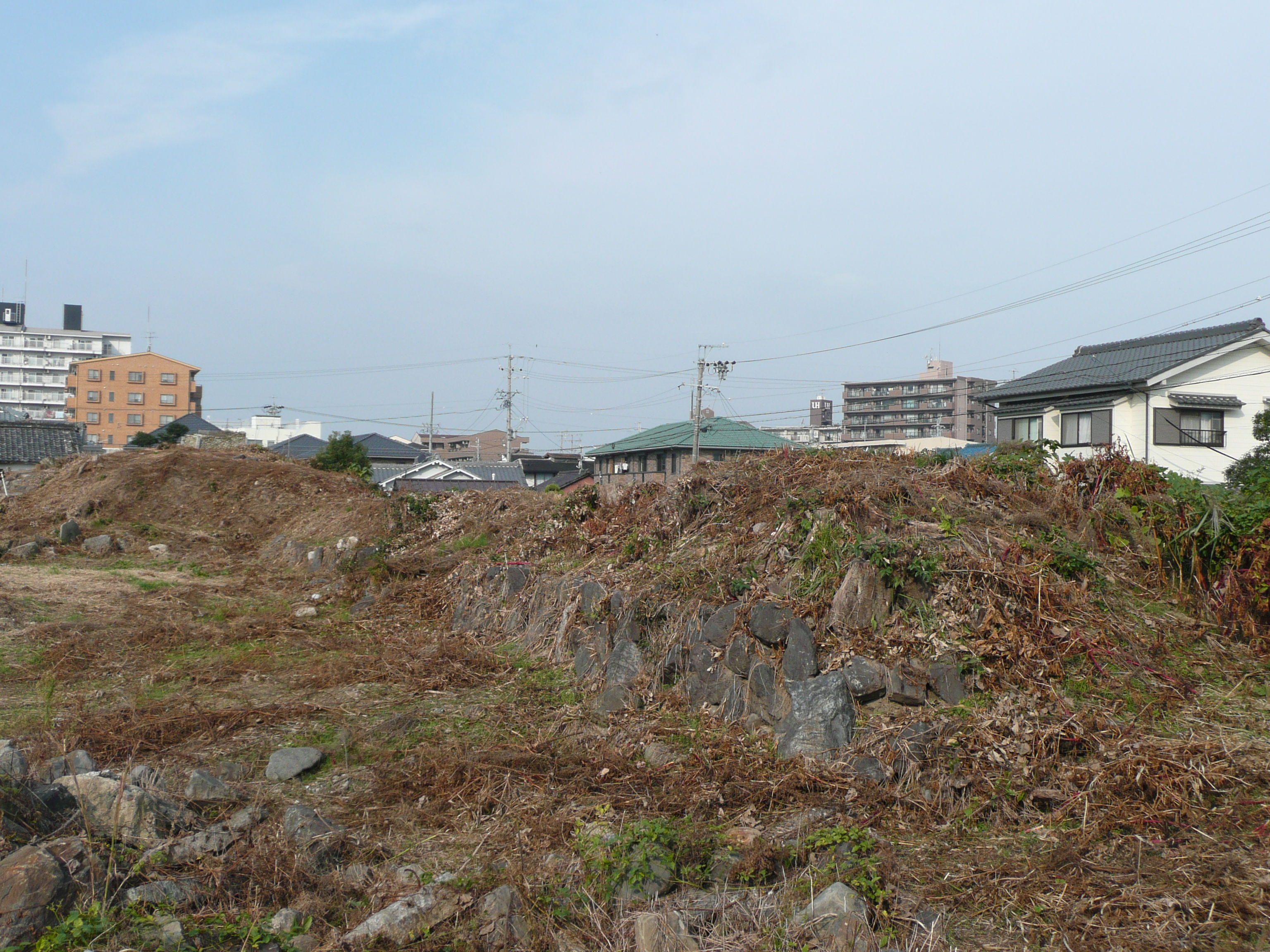
Ruines du Jōjō-jō.

- Ruines du Jōjō-jō.

## Transports

### Transport routier
Les autoroutes Tōmei et Chūō passent par Kasugai.

### Transport ferroviaire
Kasugai est desservie par plusieurs lignes ferroviaires :
- ligne principale Chūō,
- ligne Meitetsu Komaki,
- ligne Jōhoku,
- ligne Aichi Loop.

Les principales gares sont celles de Kōzōji et Kachigawa.

### Transport aérien
L'aéroport de Nagoya se situe en partie sur le territoire de la ville.

## Jumelage
Kasugai est jumelée avec Kelowna (Colombie-Britannique) au Canada.

## Personnalités liées à la ville
- Eiji Okuda (né en 1950), acteur
- Tomohiko Itō (né en 1978), réalisateur